# 米洛鎮區 (愛荷華州特拉華縣)
米洛鎮區（英語：Milo Township）是位於美國愛荷華州特拉華縣的一個行政鎮區。

## 地方資料
根據2010年美國人口普查的數據，米洛鎮區的面積為91.91平方千米，當中陸地面積為90.72平方千米，而水域面積為1.19平方千米。當地共有人口1233人，而人口密度為每平方千米13.42人。